# 贝尔蒙蒂
贝尔蒙蒂是巴西巴伊亚州的一个市镇。总面积2009.896平方公里，总人口22553人，人口密度11.2人/平方公里。